# بلبل صيني
بلبل صيني (الاسم العلمي: Pycnonotus sinensis) (بالإنجليزية: Light-vented Bulbul)‏ هو نوع من الطيور يتبع جنس البلبل من الفصيلة البلابل.